# NGC 853
NGC 853 (również PGC 8397) – magellaniczna galaktyka spiralna (Sm), znajdująca się w gwiazdozbiorze Wieloryba. Odkrył ją William Herschel 28 listopada 1785 roku.